# Dieter Sator
Dieter Sator (* 18. Januar 1968) ist ein ehemaliger deutscher Ruderer, der 1995 Weltmeister mit dem Achter war.

## Sportliche Karriere
Dieter Sator von der Würzburger RG Bayern belegte bei den Junioren-Weltmeisterschaften 1986 den dritten Platz im Vierer mit Steuermann. Von 1987 bis 1989 trat Sator dreimal im Vierer ohne Steuermann bei den U23-Weltmeisterschaften an und belegte den zweiten, vierten und ersten Platz.
Bei den Deutschen Meisterschaften 1994 siegten im Achter Andreas Lütkefels, Dieter Sator, Jürgen Hecht, Stefan Scholz, Frank Richter, Colin von Ettingshausen, Martin Steffes-Mies, Roland Baar und Steuermann Peter Thiede. In der gleichen Besetzung verpasste der Achter bei den Weltmeisterschaften in Indianapolis als Vierter eine Medaille, es war das erste große Finale seit 1987 ohne Medaille für den Deutschland-Achter.
Bei den Deutschen Meisterschaften 1995 siegten im Achter Ingmar Guhl, Colin von Ettingshausen, Matthias Ungemach, Mark Kleinschmidt, Frank Richter, Ike Landvoigt, Jochen Lerche, Dieter Sator und Steuermann Guido Groß. Für die Weltmeisterschaften in Tampere wurde das Boot aus den beiden erstplatzierten Booten der Deutschen Meisterschaften zusammengesetzt. Zu Frank Richter, Ike Landvoigt, Dieter Sator und Jochen Lerche aus dem Meisterboot rückten Detlef Kirchhoff, Stefan Forster, Marc Weber, Roland Baar und Steuermann Peter Thiede aus dem zweitplatzierten Boot. Das Ergebnis in Tampere war der Weltmeistertitel für den Deutschland-Achter.